# LOOP ERASER
LOOP ERASER（ループイレーサー）は、K.G.L.E.C.が開発したX68000用パズルゲーム。1991年に日本コンピュータクラブ連盟から発売された。

## 概要
ユーザーインタフェースはマウス操作のみ。
パネルに対して左クリックで左回転、右クリックで右回転させ、パネルに描かれた線が繋がれると消滅する。
画面内の全てのパネルを消滅させるとステージクリアとなる。
画面空間には下方向への重力が設定されており、基本的にパネルは画面下に落ちるようになっているが、横方向への接続が成立している場合のみ接続している状態で空中に留まるようになっている。落下中に接続が成立した場合はパネルがその場で留まり、そのパネルの上に乗っているパネルもそこで留まることになる。パネルを回転させるごとに接続状態がチェックされるため、回転したことで接続が解除されたパネルは全て落下する。この重力システムが本ゲームの奥行きを深めており、単に繋ぐだけではなく落下や途中接続を先読みしなければ、簡単には攻略できない面が多かった。
ステージは全120面、うち20面は初心者向けの練習面。ステージエディット機能も搭載されていた。

## 特徴
時間制限がないうえ挑戦回数制限もないため、1つのステージにじっくり時間をかけて挑戦することができた。また、ステージは「クリアすると次が現れる」というシステムではなく、最初から全てがオープン状態になっているため、考えてもクリア出来そうにない面は後回しにして好きな面を好きな時にチャレンジすることが出来るというものであった。背景は通常はグレイスケール化された画像となっており、10面クリアするごとに色がついて自由に鑑賞できるようになっていた。
全100面をクリアすると幾つかの難解ステージの攻略デモと共にスタッフ名が表示されるエンディングが用意されていた。なお、エンディングは練習面用と本番面用でそれぞれ別々に用意されていた。
ステージエディット機能でエディットしたデータはフロッピーディスクに保存された。1バンク100面として10バンクを登録することができるようになっていた。ユーザーデータディスクはコピーフリーとなっており、マニュアルに依ると「ユーザーからのステージ投稿を受け、優秀なデータについては追加ディスクとして発売する。」という目的があったようだが、結局追加ディスクが発売されることはなかった。
この他の特徴として、BGMが14曲用意されており、プレイヤーがその時の気分に応じて好きな曲を選択することができるようになっていた。無音状態、効果音の有無など細かい設定をゲーム中に行うこともできた。
ステージ製作者はAKI、UDON、MONYONSの3名。

## サウンド
X68000内蔵音源のみ。PCMは効果音のみに使用。作編曲はADON、MONYONSの2名となっている。パズルゲームということもあってか、あまり色濃い楽曲は収録されていなかった。ステージ用の14曲とロード／タイトル／エンディングの合計18曲。
- Please Wait A Moment - Loading　作編曲：ADON
- Loop Eraser - Title　作編曲：ADON
- Stardust Blue - BGM 1　作編曲：ADON
- With You - BGM 2　作編曲：MONYONS
- Dizzy Waltz - BGM 3　作編曲：ADON
- 夢の飛行船 - BGM 4　作編曲：MONYONS
- Lullaby - BGM 5　作編曲：MONYONS
- Loop Loop Loop - BGM 6　作編曲：ADON
- Moon Night Dream - BGM 7　作編曲：MONYONS
- Run Through the Field - BGM 8　作編曲：MONYONS
- Holy Ground - BGM 9　作編曲：ADON
- 月へ行こうよ - BGM 10　作編曲：MONYONS
- Crystal Rings - BGM 11　作編曲：ADON
- Reminiscent Melody - BGM 12　作編曲：ADON
- Strange Rhythm - BGM 13　作編曲：MONYONS
- Metropolis Neo Osaka - BGM 14　作編曲：ADON
- ENDING - ENDING 1　作編曲：ADON
- Fair Breeze - ENDING 2　作編曲：ADON

## 関連作品
なし